# 973
| 973                |
| ------------------ |
| Dødsfald - Fødsler |
|                    |

| Gregoriansk kalender | 973 CMLXXIII            |
| Ab urbe condita      | 1726                    |
| Armensk kalender     | 422 ԹՎ ՆԻԲ              |
| Kinesiske kalender   | 3669 – 3670 壬申 – 癸酉 |
| Etiopisk kalender    | 965 – 966               |
| Jødisk kalender      | 4733 – 4734             |
| Hindukalendere       |                         |
| - Vikram Samvat      | 1028 – 1029             |
| - Shaka Samvat       | 895 – 896               |
| - Kali Yuga          | 4074 – 4075             |
| Iransk kalender      | 351 – 352               |
| Islamisk kalender    | 362 – 363               |

Se også 973 (tal)

## Begivenheder
- Altaich Annalerne:

... Mens kejseren og hans søn Otto, der allerede i faderens levetid havde fået kejsertitel, opholdt sig i Quedlinburg i påsken, kom der gesandter fra Grækenland og Benevent med gaver og stormænd fra ungarerne og bulgarerne, ligeledes kom der gesandter fra hertug (dux) Harald [Blåtand] med den fastsatte afgift og underkastede sig kejseren.

## Dødsfald
- Otto den Store konge af Tyskland (936-973) og fra 962 også kejser af det Tysk-romerske rige